# 袜蹬

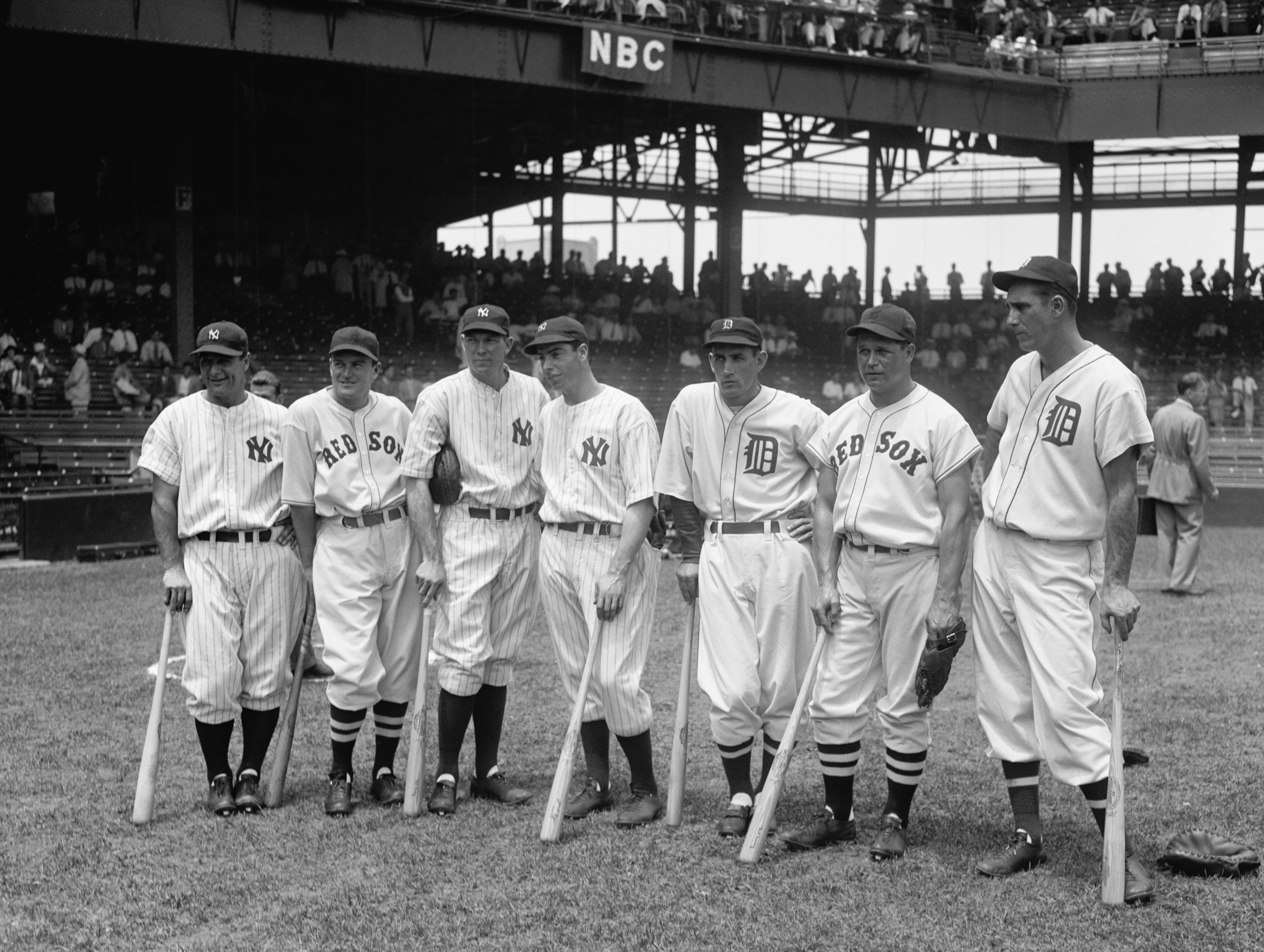
1937年美国职棒大联盟全明星赛时，选手所穿着的传统棒球袜蹬。

袜蹬（英語：Stirrups），也被称棒球袜蹬（Baseball Stirrups）或踩脚袜（Stirrup Socks），是属于传统棒球服中的袜子部分，它使得棒球服具有独特的外观。袜蹬的颜色通常是该棒球队的传统代表色，穿着在白色长袜之外。袜蹬没有脚趾和脚跟部分，但却有一个适合足弓的蹬踩部分（也被称为“镫”）。
经过多年的发展，袜蹬的蹬踩部分越来越长以露出越来越多的白袜，这形成了棒球场上的特有风景。不过自1990年代以后，延伸到脚踝的棒球长裤开始受到亲睐，因此美国职业棒球大联盟的大部分现代棒球球员都不再穿着袜蹬。

## 发展历史
高筒袜之所以被纳入棒球服的一部分是因为最初棒球运动员的下身多穿着束膝灯笼裤，这是19世纪末到20世纪初欧美男孩普遍穿着的一种裤子。棒球球员所使用的这种高筒袜被称为“卫生袜（Sanitary Socks）”，通常为白色，这是因为这个时代的彩色染料被认为会带来健康问题。1905年，棒球选手纳普·拉杰威因为小腿的伤口被球袜染料感染而导致差点截肢。除此之外，相对便宜的白袜子也适合选手频繁更换。
袜蹬穿着在白色卫生袜上，上面通常会印上球队的代表颜色、条纹或标志等。例如近几年来，明尼苏达双城的海军蓝色袜蹬侧面会印有字样，这代表了“双城”（Twin Cities）的意思；而休士顿太空人则是在海军蓝袜蹬侧面印有橙色星星标志。同样，袜蹬的颜色也代表了很多球队名称的来历，例如：辛辛那提红袜、波士顿红袜和芝加哥白袜。
在1980年代，许多棒球球员会将袜蹬拉得很高以致于在外观上只有白色卫生袜和袜蹬的蹬踩环部分显露出来，而袜蹬的袜子部分则被裤子给遮住了。因为这种穿着风格，所以，将袜蹬与卫生袜“合二为一”的风格袜子出现了。这种“二合一”的棒球袜模仿了袜蹬覆盖在白色卫生袜上的样子，但它实际上只是高筒白色卫生袜，只是在袜口部分印上了相应的彩色图案。例如在小联盟的春田红雀队里，它们的球员穿着的袜子就是类似将圣路易红雀球袜的袜蹬与卫生袜“二合一”后的风格，这种球袜看上去非常像是真的袜蹬和卫生袜。而另外一种选择则是球员不穿着袜蹬，下半身只是穿着棒球短裤和及膝的白色卫生袜。
直至1990年代中期，绝大部分的棒球球员还是普遍穿着袜蹬的。但当时的美国职棒大联盟球员却开始穿着长度及至脚踝的棒球裤，因而袜蹬及长筒卫生袜开始被中筒棒球袜所替代，而这种风格开始风靡整个棒球圈。同时由于各项棒球赛事对统一制服的管制变得松懈，最终使得大多数的棒球球员开始放弃传统的棒球服外观。在近半个世纪来，袜蹬一直被认为是棒球制服的代表特征。因此对于现在所流行的“无袜”风棒球制服，传统主义者感到遗憾。
而在2010年代前后，乔什·奥特曼、克理斯·亚契、法兰西斯科·林多尔等大联盟球员又开始穿着传统的袜蹬及白色长筒卫生袜。在青年队及高中球队中，这种回归棒球短裤及袜蹬和长筒卫生袜的穿着风格更加明显。
- 卢·贾里格穿着及膝短蹬踩环的袜蹬（摄于1923年）
- 羅恩·塞伊穿着高蹬踩环的袜蹬（摄于1982年）
- 肯尼·洛夫顿穿着棒球长裤（摄于1996年）
- 布罗克·霍特穿着棒球短裤与纯色长筒棒球袜（摄于2015年）
- 法兰西斯科·林多尔传说传统袜蹬（摄于2017年）

## 穿着规则
虽然《官方棒球规则》对于袜蹬的穿着并没有任何明确规定，但同球队部分队员穿着袜蹬而其他队员不穿着袜蹬也没有违反规则中的1.11(a)(1)条款，该条款规定“同队队员必须穿着颜色、配饰及款式一致的球服”；同时也没有违反1.11(a)(3)条款，该条款规定“任何与同队队员制服不一致的球员不得参加比赛”。不过多年以来，各支球队都严格地执行规则，所有球队队服都必须穿着“统一”，这其中也包括袜蹬。例如在1960年代，芝加哥小熊的球队经理里歐·德羅許爾就在俱乐部内放置了量尺，要求球员袜蹬的蹬踩部分长度不能超过4英寸（10），只能露出袜蹬内少量的白色卫生袜。

## 其他运动

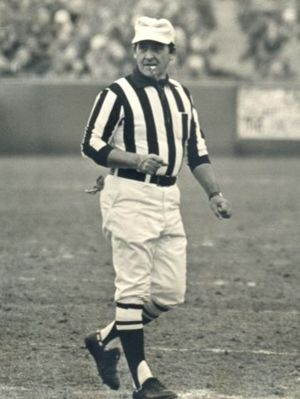
国家橄榄球联盟裁判卡尔·勒波雷正穿着袜蹬。（摄于1977年）

其他运动（例如：篮球、橄榄球、冰球等）的运动服也包括（或曾经包括）袜蹬，但是和传统棒球制服不同的是，这些运动制服是在彩色袜蹬之外穿白色袜。多年来，美式橄榄球赛事里裁判穿着黑色袜蹬作为其裁判制服的一部分；但这个习惯在2010年代初被取消，因为此时裁判的制服裤已经由黑色的长裤替换掉传统的白色短裤。不过在某些橄榄球联赛里，早在1980年代就开始弃用袜蹬，而是用一种上半部分为黑白条纹而下半部分为白色的长袜替代。